# Гордон-Леннокс, Чарльз, 8-й герцог Ричмонд
Чарльз Генри Гордон-Леннокс, 8-й герцог Ричмонд, 8-й герцог Леннокс, 3-й герцог Гордон (англ. Charles Henry Gordon-Lennox, 8th Duke of Richmond, 8th Duke of Lennox, 3rd Duke of Gordon; 30 декабря 1870, Лондон, Англия, Великобритания — 7 мая 1935, Гудвуд, Вестхампнетт, Западный Суссекс, Англия, Великобритания) — британский аристократ, подполковник Британской армии.

## Биография
Родился 30 декабря 1870 года, став старшим сыном в семье Чарльза Гордона-Леннокса, 7-го герцога Ричмонда, и его жены Эми, дочери Перси Рикардо. Окончил Итонский колледж и колледж Крайст-Чёрч в Оксфорде, после чего по семейной традиции отправился на военную службу.
Вступил в Милицию. Во время службы в 3-м батальоне Королевского Сассекского полка с 23 октября 1895 года служил адъютантом фельдмаршала лорда Робертса, командующего силами в Ирландии, а с 23 декабря 1899 года по 2 января 1901 года — адъютантом его же, но уже как главнокомандующего войсками в Южной Африке. 15 августа 1900 года был переведён в 1-й батальон Ирландских гвардейцев. 6 октября 1900 года повышен в звании до лейтенанта. 19 февраля 1901 года повышен в звании до капитана. С февраля по май 1900 года принимал участие в боевых операциях в Оранжевом Свободном Государстве, в том числе в сражении при Пардеберге (17—26 февраля), а также в битве при тополиной роще и Дрифонтейне. За участие в войне был награждён медалью королевы за Южную Африку с пятью пряжками. 16 апреля 1901 года был упомянут в донесениях. 19 апреля был удостоен Ордена «За выдающиеся заслуги» степени компаньона «за заслуги во время кампании в Южной Африке, 1899—1900». Знак отличия был вручён лично королём 3 июня того же года.
11 сентября 1905 года удостоен Королевского Викторианского ордена степени кавалера. Был адъютантом генерала Чарльза Дугласа, генерального инспектора войск, а также майором Ирландских гвардейцев, подполковником Сассекских йоменов и Резерва офицеров. В 1910 году написал и издал книгу «Records of the Old Charlton Hunt», а в 1911 году — «A Duke and His Friends» (1911). В 1911 году принимал участие в коронации короля Георга V. Не попал на Первую мировую войну, заразившись полиомиелитом, в результате чего потерял возможность передвигаться и на всю оставшуюся жизнь оказался прикованным к инвалидной коляске.
17 марта 1928 года назначен лорд-лейтенантом Мори.
Скончался 7 мая 1935 года в своём доме Гудвуд в возрасте 64 лет. Имя его увековечено на мемориальной доске в церкви Святой Марии и Святого Власия в Боксгроуве.

## Личная жизнь
В 1893 году женился на Хильде Брасси, дочери Генри Артура Брасси из Престон-холла, Кент. У них было пятеро детей:
- Эми Гвендолин Гордон-Леннокс (1894—1975).
- Чарльз Генри Гордон-Леннокс (1895—1895), умер в младенчестве.
- Дорис Хильда Гордон-Леннокс (1896—1980).
- Чарльз Генри Гордон-Леннокс (1899—1920), считался наследником, но умер от ран в России.
- Фредерик Чарльз Гордон-Леннокс (1904—1989), стал 9-м герцогом Ричмондом.